# Alfred Pohlmann
Alfred Pohlmann, auch Richard Karl Alfred Pohlmann, (* 18. November 1848 in Klein Schwarzlosen; † 3. Februar 1927 in Storbeck) war ein deutscher evangelischer Geistlicher und Schriftsteller.

## Leben
Nach seiner Gymnasialzeit in Stendal studierte er an der Universität Halle Theologie. Anschließend wirkte als Hauslehrer. Im Jahre 1879 trat er sein geistliches Amt als Stadtvikar in Baden-Baden an. Von 1880 bis 1883 war er Pfarrer in Schernikau bei Stendal. Von 1883 bis 1923 wirkte er als Pfarrer in Flessau im Landkreis Osterburg. 1910/11 bekleidete er den Posten des Superintendenten in Osterburg.
Als Schriftsteller schrieb er plattdeutsche Gedichte und in altmärkischen Zeitungen sowie im Almanach Altmärkischer Hausfreund.
Bekannt ist er heute noch als Sammler von Sagen, die er 1901 erstmals als Buch veröffentlichte. In dem 1914 erschienenen Buch Neue Sagen aus der Altmark hat er seine Veröffentlichungen zu den Sagen nach 1901 aus dem Altmärkischen Intelligenz- und Leseblatt, dem Altmärkischen Heimatfreund und den Stendaler Beiträgen als Ergänzung zum ersten Buch zusammengefasst.
Eine handgeschriebene Geschichte des Dorfes Flessau befindet sich in Familienbesitz. Sie konnte wegen des kleinen Interessentenkreises aus Kostengründen nicht verlegt werden. Sein Enkel Martin Pohlmann veröffentlichte diese ab 1965 als Beiträge zur Geschichte des Dorfes Flessau in den Jahresberichten des Altmärkischen Vereins für vaterländische Geschichte.
Der evangelische Theologe Martin Lagois (1912–1997) war ein weiterer seiner Enkel.

## Werke (Auswahl)
- Sagen aus der Wiege Preußens und des deutschen Reiches, der Altmark, Stendal, 1901 (online), Reprint 1997, ISBN 3929743019
- Allerhand ut’t ollmärk’sch’ Land Plattdütsch’ Gedichten, Stendal, 1905
- Neue Sagen aus der Altmark, Stendal, 1914, DNB 575405961,
- Vom Aberglauben bei kirchlichen Handlungen in der Altmark, Stendal, 1925, DNB 577932918